# Notorious (Fernsehserie)
Notorious ist eine US-amerikanische Fernsehserie des Senders American Broadcasting Company die im Jahr 2016 ausgestrahlt wurde. Schon während der Ausstrahlung wurde die ursprüngliche Episodenorder von 13 Folgen auf 10 gekürzt, was schon zum damaligen Zeitpunkt einer Absetzung glich. Diese wurde im Mai 2017 offiziell. Zu einer deutschsprachigen Ausstrahlung kam es trotz einer von der VSI Synchron GmbH, Berlin erstellten Synchronfassung anfänglich nicht.
Eine deutsch synchronisierte Veröffentlichung findet seit dem 6. Dezember 2018 beim Bezahlsender RTL Passion statt.

## Inhalt
Die Show basiert auf dem Leben des echten Strafverteidigers Mark Geragos und der Larry-King-Live-Produzentin Wendy Walker und führt durch das Leben von Julia George, einer Medienmogulin und Produzentin der Kabel-Nachrichtensendung Louise Herrick Live (kurz LHL). Als Oscar Keaton, der Mandant des Anwalts Jake Gregorian, festgenommen wird, eröffnet sich eine komplizierte Situation, da Oscars Frau Sara, die zuvor eine Affäre mit Jake hatte, sich als wahre Täterin herausstellt. Als diese ebenfalls ums Leben kommt, verkompliziert sich die Lage für alle Beteiligten.